# Кербен (Німеччина)
Кербен (нім. Kerben) — громада в Німеччині, розташована в землі Рейнланд-Пфальц. Входить до складу району Маєн-Кобленц. Складова частина об'єднання громад Майфельд.
Площа — 4,71 км2. Населення становить 480 ос. (станом на 31 грудня 2020).